# Laure Grandbesançon
Laure Grandbesançon, née le 14 février 1986 à Toulon (Var), est une productrice de radio et comédienne française.
Elle est la créatrice et la productrice du podcast pour enfants Les Odyssées diffusé sur France Inter.

## Biographie

### Enfance et formation
Née en 1986 à Toulon, Laure Grandbesançon grandit entre Marseille et La Ciotat. Elle est la fille d'un père médecin généraliste et d'une mère communiste qui s’occupe de réinsertion et a longtemps dirigé le Centre d'information sur les droits des femmes de Marseille.
Enfant, elle souffre de problèmes d'articulation et est suivie par un orthophoniste.
Après le baccalauréat, elle entame des études de philosophie à Paris. Parallèlement, elle fait également du théâtre pendant huit ans et joue dans différentes compagnies. Elle tente le conservatoire mais échoue à trois reprises.

### Parcours professionnel
Elle découvre l'univers de la radio à 29 ans à l'occasion d’un stage à France Inter à l’été 2015 où elle collabore à l'émission d’Eva Bester Remède à la mélancolie,.
Elle réalise ensuite des chroniques dans l'émission Grand bien vous fasse ! animée par Ali Rebeihi.
En 2024 : elle interprète Élisa Bonaparte dans la série télévisée La Guerre des trônes, la véritable histoire de l'Europe.

#### Les Odyssées
En juin 2019, Laure Grandbesançon lance Les Odyssées, un podcast conçu comme une sorte de « dessin animé sonore ». Consacré aux grands personnages historiques, il s'adresse aux enfants à partir de sept ans.
Le podcast rencontre un succès important avec plus de 30 millions d’écoutes en septembre 2024 et est unanimement salué par la presse,,.
Il est décliné en livres publiés aux éditions Les Arènes à partir de 2021 avant d'être adapté sur scène au Théâtre libre de Paris en 2022,,.
En septembre 2024, Laure Grandbesançon lance « L’école des odyssées », un concours de création de podcast à destination des élèves de CM2.